# 天湖駅
天湖駅（てんこえき）は、香港新界の元朗区に位置する軽鉄の駅。駅番号450。第4料金エリアに位置する。付近には天水囲運動場や天水囲遊泳池がある。

## 位置
天水囲の天城路にある。天水囲運動場横、天水囲体育館の反対側。

## 駅構造
| のりば (1F) | 出口                                              | 天水囲公園           |
| のりば (1F) | ホーム                                            |                      |
| のりば (1F) | 天水囲循環線（銀座方面）\| 天逸方面               |                      |
| のりば (1F) | 天水囲循環線（天慈方面）\| 友愛方面 \| 天水囲方面 |                      |
| のりば (1F) | ホーム                                            |                      |
| のりば (1F) | 出口                                              | 天城路、天水囲運動場 |

### 駅周辺
- 天水囲運動場
- 天水囲遊泳池
- 天水囲体育館
- 天水囲公園
- 佛教茂峰法師記念中学校
- 道慈佛社楊日霖記念学校

## 利用状況
駅は主な住宅からは離れており、ラッシュ時に利用する乗客の数は比較的少ない。乗降客の多くは、天水囲体育館や天水囲遊泳池を利用する付近の学校の学生、住民である。

## 隣の駅
香港鉄路
■軽鉄

天慈駅 (435) - 天湖駅(450) - 銀座駅 (455)

銀座駅 (455) - 天湖駅(450) - 天慈駅 (435)

天慈駅 (435) - 天湖駅(450) - 銀座駅 (455)

天慈駅 (435) - 天湖駅(450) - 銀座駅 (455)